# Ткачук Сергій Володимирович
Сергій Володимирович Ткачук (нар. 15 лютого 1992, Київ, Україна) — український та казахський футболіст, воротар «Акжайика».

## Клубна кар'єра
Футболом розпочав займатися з 7-річного віку. Вихованець київського «Динамо», у футболці якого виступав у ДЮФЛУ. У 2011 році відправився в оренду до друголігової тернопільської «Ниви», за яку відіграв 2 поєдинки. Дебютував у дорослому футболі 24 квітня 2011 року в поєдинку проти одеського «Чорноморця-2».
У 2012 році виїхав до Казахстану, де підписав контракт з карагандинським «Шахтарем» й продовжив грати за молодь в складі нової команди. За основу Сергій дебютував в поєдинках кубка Казахстану 2012 року. В матчах національної першості вперше зіграв проти талдикорганського клубу «Жетису» в сезоні 2013 року. 7 березня 2014 року перейшов до «Кайрату». У березні 2016 роки знову став гравцем карагандинського «Шахтаря». 9 серпня 2017 року підписав контракт з клубом «Каспій» (Актау). 19 лютого 2018 року підсилив склад «Акжайику».

## Кар'єра в збірній
Виступав у складі юнацьких збірних України U-17 та U-19. У 2012 році отримав казахське громадянство, почав викликатися до молодіжної збірної цієї країни (11 матчів).

## Досягнення
«Шахтар»
- Кубок Казахстану
  -  Володар (1): 2013

- Суперкубок Казахстану
  -  Володар (1): 2013

«Кайрат»
- Кубок Казахстану
  -  Володар (1): 2014

## Статистика виступів
Станом на 26 червня 2014 року
| Клуб               | Сезон             | Ліга              | Ліга  | Ліга | Кубки | Кубки | Кубки | Конт. турніри | Конт. турніри | Конт. турніри | Інші  | Інші  | Інші | Загалом | Загалом |
| Клуб               | Сезон             | Змаг.             | Матчі | Голи | Змаг. | Матчі | Голи  | Змаг.         | Матчі         | Голи          | Змаг. | Матчі | Голи | Матчі   | Голи    |
| ------------------ | ----------------- | ----------------- | ----- | ---- | ----- | ----- | ----- | ------------- | ------------- | ------------- | ----- | ----- | ---- | ------- | ------- |
| «Нива» (Тернопіль) | 2010/11           | ДЛУ               | 2     | 6    | КУ    | ?     | ?     | -             | -             | -             | -     | -     | -    | 2       | 6       |
| «Нива» (Тернопіль) | Загалом           | Загалом           | 2     | 6    |       | 0     | 0     |               | -             | -             |       | -     | -    | 2       | 6       |
| «Шахтар»           | 2012              | ЧК                | 0     | 0    | КК    | 2     | 0     | ЛЧ            | 0             | 0             | СК    | 0     | 0    | 2       | 0       |
| «Шахтар»           | 2013              | ЧК                | 6     | 6    | КК    | 1     | 2     | ЛЧ+ЛЄ         | 0+0           | 0+0           | СК    | 0     | 0    | 7       | 8       |
| «Шахтар»           | Загалом           | Загалом           | 6     | 6    |       | 3     | 2     |               | 0             | 0             |       | 0     | 0    | 9       | 8       |
| «Кайрат»           | 2014              | ЧК                | 0     | 0    | КК    | 2     | 2     | ЛЄ            | 0             | 0             | -     | -     | -    | 2       | 2       |
| «Кайрат»           | Загалом           | Загалом           | 0     | 0    |       | 2     | 2     |               | 0             | 0             |       | 0     | 0    | 2       | 2       |
| Усього за кар'єру  | Усього за кар'єру | Усього за кар'єру | 8     | 12   |       | 5     | 4     |               | 0             | 0             |       | 0     | 0    | 13      | 16      |